# Lugosi Claudia
Lugosi Claudia (névváltozat: Lugossy; Kaposvár, 1970. május 22. –) magyar színésznő.

## Életpályája
A Munkácsy Mihály Gimnázium és Szakközépiskolába járt. Gimnázium után a Bartók Béla Zeneművészeti Konzervatóriumban tanult. 1993-1997 között a Színház- és Filmművészeti Főiskola hallgatója volt. Kisebb kitérővel, 1997-től a szolnoki Szigligeti Színház tagja.
Két kislánya van.

## Fontosabb színházi szerepei
- Zsuzsi kisasszony – Szerafin (2007)
- Oliver- Mrs. Corney (2007)
- A Vörös Pimpernel – Jane (2008)
- Apácák- Mária Amnézia (2008)
- Kakukkfészek – Nakamura nővér (2009)
- Csókos asszony – Hunyadiné (2009)
- Szépségszalon – Emily (2009)
- Leányvásár- Harrisonné (2010)
- La Mancha lovagja – Házvezetőnő (2010)
- Hippolyt a lakáj – Aranka (2010)
- Az üvegcipő – Házmesterné (2010)
- János Vitéz – A gonosz mostoha (2010)
- Én és a kisöcsém – Kelemenné (2011)
- Jézus Krisztus Szupersztár – Mária (2011)
- A négyszögletű Kerek Erdő – Ló Szerafin (2011)
- Liliom – Hollunderné (2011)
- Légy jó mindhalálig – Doroghyné (2011)
- Hol a pénz?- Etelka (2012)
- Cirkuszhercegnő – Sluckné (2012)
- A három sárkány – Katalin (2012)
- A néma levente – Beatrix (2012)
- Bál a Savoyban – La Tangolita,táncosnő (2012)
- Egy bolond százat csinál – Lulu (20129
- Szenzációóó! – Ültető néni (2012)
- A kaktusz virága – Durandné (2013)
- Cabaret – Lulu (2013)
- A salemi boszorkányok – Tituba (2014)
- Mágnás Miska – Stefánia, a feleség (2014)
- Patika – Királynő (2014)
- Öt nő az esőben – Betina (2014)
- Óz, a nagy varázsló – Emmi néni -, Jó boszorkány (2014)
- Sztárcsinálók – Locusta (2015)
- Luxemburg grófja – Fleury (2015)
- A női szabó – Madame d’Herblay (2015)
- A nagymama – Galambosné (2015)
- Könyvtári capriccio – Alíz (2015)
- A denevér – Ida (2016)
- Hello, Dolly – Mrs. Molloy (2016)
- Śvejk, a derék katona – Madame Pulsky (2016)
- Anconai szerelmesek – Dorina, Tomao házvezetőnője (2016)
- Mikve – Shira (2016)
- My Fair Lady – Lady Boxington (2017)
- A kőszívű ember fiai – Antoinette (2017)
- Naftalin – Kabóczáné (2017)
- Fekete Péter – Bouchon néni (2017)
- A fizikusok – Marta Boll, főnővér (2017)
- Lili bárónő – Illésházy Krisztina grófnő (2017)
- Macbeth – Második boszorkány/Második gyilkos (2018)
- Jóccakát, anya…  – Thelma Cates (2017)

## Díjai és kitüntetései
- Bodex-díj (2011)